# Callistodermatium
Callistodermatium là một chi của nấm thuộc Tricholomataceae. Đây là chi đơn loài, và gồm một loài Callistodermatium violascens. Loài trong này được tìm thấy ở Brasil, và được nhà nấm học Rolf Singer miêu tả năm 1981.